# 卡蒂雅·布尼亚季什维利
卡蒂雅·布尼亚季什维利（國際音標：[xatʼia buniatʰiʃvili]，拉丁化：Khatia Buniatishvili，1987年6月21日—），又译布尼亚季什维莉、布尼亚蒂什维利，格鲁吉亚-法国籍钢琴家。

## 简介
布尼亚季什维利出生于格鲁吉亚海滨城市巴统，三岁开始随其母亲学习钢琴，天赋出众的她六岁时即举办了个人第一场音乐会，10岁时演出的足迹就遍布欧洲、以色列和美国等地。布尼亚季什维利先后就读于第比利斯国立音乐学院和维也纳音乐与表演艺术大学，曾于2008年获得第12届鲁宾斯坦国际钢琴大赛第三名。此后，她在纽约卡耐基音乐厅以肖邦第二号钢琴协奏曲开始了自己的音乐家生涯，并于2009年在拉罗克当泰龙音乐家举办了首次个人演奏会。
如今，作为当代青年钢琴演奏家的代表之一，她与诸多国际著名乐团（包括以色列爱乐乐团，BBC交响乐团，圣彼得堡爱乐交响乐团，巴黎交响乐团等）和指挥家有着频繁的合作。她同时与多名音乐家合作演奏室内乐。
卡蒂雅于2011年定居巴黎，并于2017年加入法国国籍。在2018年7月14日法国国庆节，她在巴黎拉菲尔铁塔下参加演奏会。
布尼亚季什维利会说五门语言：格鲁吉亚语、法语、英语、德语和俄语。她的姐姐也是钢琴家，两人常常一起举办演奏会。

## 外部連結
- 卡蒂雅·布尼亚季什维利的Discogs页面（英文）